# Мур, Генри Рутвен
Сэр Генри Рутвен Мур (англ. Sir Henry Ruthven Moore; 29 августа 1886 — 12 марта 1978) — британский адмирал, последний адмирал, командовавший Флотом метрополии (Хоум-флит) во Второй мировой войне.

## Биография
Поступил на службу в Королевский флот в 1902 году, в 1916 году участвовал в Ютландском сражении. После войны работал в Королевском военно-морском колледже в Гринвиче, а также стал помощником военно-морского секретаря в Комитете имперской обороны. С 1928 по 1930 годы командовал крейсерами HMS Caradoc и HMS Dauntless. В 1930 году назначен заместителем директора по планированию в Адмиралтействе, в 1933 году — командиром крейсера HMS Neptune. В 1936 году назначен начальником штаба Флота метрополии, в 1938 году — начальником штаба при Главнокомандующем флота.
В годы Второй мировой войны Мур командовал 3-й эскадрой крейсеров, а также был помощником Командующего ВМС с 1940 года. В 1941 году назначен вице-начальником штаба, в 1944 — командующим Флотом метрополии. После войны возглавлял британскую военно-морскую миссию в Вашингтоне, а также стал первым председателем Военно-штабного комитета при Совете Безопасности ООН в 1946 году. С 1948 по 1951 годы занимал должность командующего на якорной стоянке Нор (командира морского гарнизона Лондона), в отставку подал в 1951 году.